# Börsenmantel
Als Börsenmantel wird eine börsennotierte Gesellschaft bezeichnet, die ihr operatives Geschäft aufgegeben hat und demzufolge nur noch ihr Vermögen (Immobilien, Barvermögen) verwaltet (für alle Rechtsformen Mantelgesellschaft genannt). Auch aus insolventen Gesellschaften kann ein entschuldeter Mantel erworben werden. Börsenmäntel können Unternehmen den Börsengang ermöglichen und so eine Alternative zu einem IPO mit Kapitalerhöhung und einer bloßen Notierungsaufnahme ohne Kapitalerhöhung darstellen.

## Verwendung von Börsenmänteln
In den Börsenmantel wird neues operatives Geschäft durch den Mantelkäufer eingebracht. Ist dieses besonders werthaltig, muss der Mantelkäufer vorher einen möglichst großen Teil der Aktien erwerben, um Verluste an den Streubesitz zu vermeiden. Möglich ist aber auch ein größerer Streubesitz, wenn ein noch wenig werthaltiges Geschäft erst durch Kapitalerhöhungen ausgebaut werden soll, die dann durch die sonstigen Aktionäre mitfinanziert werden. Erfolgt die Übernahme des Börsenmantels durch eine andere Gesellschaft durch Fusion wird der dieser Vorgang als Reverse Takeover bezeichnet.
Als Vorteil werden oftmals geringere Kosten und Verpflichtungen genannt. Außerdem kann der Börsengang über einen Börsenmantel schneller abgewickelt werden, als das bei klassischen Verfahren der Fall ist. Früher waren bestehende Verlustvorträge im Börsenmantel ebenfalls ein ausschlaggebender Faktor; dieser wurde aber durch die zwischenzeitlich deutlich eingeschränkte gesetzliche Verrechnungsmöglichkeit auf sehr wenige Fälle zurückgedrängt.

## Mantelspekulation
Sogenannte Mantelspekulationen, also die Erwartung, dass ein Börsenmantel tatsächlich reaktiviert wird, sind seit Jahrzehnten ein gängiges Investment risikobereiter Anleger. Gelingt die Mantelspekulation, winken nicht selten Gewinne in Höhe eines Vielfachen des Einsatzes. Das Risiko liegt darin, dass sich auch viele Jahre am alten geschäftslosen Status der AG nichts ändern kann, die Notierung eingestellt wird oder die Gesellschaft gar insolvent wird. Aus einer Vielzahl potentieller Börsenmäntel werden erfahrungsgemäß überhaupt nur einige wenige tatsächlich als Mantel übernommen. Davon sind wiederum nicht alle erfolgreich.

## Auswahl an reaktivierten Börsenmänteln der letzten Jahre
- AG Bad Salzschlirf → Arques Industries → Gigaset
- Brauhaus Amberg → net.ipo → Delta Beteiligungen → Heidelberger Beteiligungsholding
- Rinteln-Stadthagener Eisenbahn → RSE Grundbesitz und Beteiligung, später von der WCM AG übernommen, heute zur Salzgitter AG gehörend
- Tegernsee-Bahn → TAG Tegernsee Immobilien und Beteiligung
- Ziegelwerke Ludwigsburg → ZWL Grundbesitz → ElringKlinger
- InfoGenie AG → Wirecard

## Unterscheidung des Begriffes Mantel bei effektiven Stücken
Begrifflich zu unterscheiden ist der Börsenmantel vom Mantel der materialisierten Aktienurkunde, die aus Mantel und Bogen besteht.